# Zbroja Boga 2: Operacja Kondor
Zbroja Boga 2: Operacja Kondor lub Operacja Kondor, Zbroja Boga 2 (chiń. 飛鷹計劃; jyutping Fei1 jing1 gai3 waak6) – film w reżyserii Jackie Chana wyprodukowany w Hongkongu w 1991 roku.

## Obsada
- Jackie Chan – Jackie Condor
- Carol Cheng – Ada
- Eva Cobo – Elsa
- Shôko Ikeda – Momoko
- Daniel Mintz – Amon
- Aldo Sambrell – Adolf
- Ken Goodman – ochroniarz Adolfa nr1
- Steve Tartalia – ochroniarz Adolfa nr2
- Lyn Percival – ochroniarz Adolfa nr3
- Bruce Fontaine – ochroniarz Adolfa nr4
- Archer Wayne – ochroniarz Adolfa nr5
- Brandon Charles – ochroniarz Adolfa nr6
- Ken Lo – ochroniarz Adolfa nr7
- Peter Klimenko – ochroniarz Adolfa nr8

## Nominacje
W 1992 roku podczas 11. edycji Hong Kong Film Award Jackie Chans' Stuntmen Association było nominowane do nagrody Hong Kong Film Award w kategorii Best Action Choreography.